# Préfecture pour les affaires économiques du Saint-Siège
La préfecture pour les affaires économiques du Saint-Siège était un bureau de la Curie romaine. Son rôle et son fonctionnement sont définis dans les articles 176 à 179 de la Constitution apostolique Pastor Bonus.
Elle avait pour mission de superviser et de gouverner les biens temporels des administrations qui dépendent du Saint-Siège ou dont le Saint-Siège a la charge, et ce, quel que soit leur degré d'autonomie.
Elle a été absorbée dans le nouveau Secrétariat pour l'économie en 2014 à la suite de la réforme du pape François.

## Historique
La préfecture est créée par Paul VI dans la constitution apostolique Regimini ecclesiae universae (de) du 15 août 1967 (Chapitre VII, Art. 117-121).
En 1988, la constitution apostolique Pastor Bonus, publiée par Jean-Paul II réforme la curie et redéfinie le rôle et la composition des différents organes.

## Missions
Elle est chargée, en particulier, de statuer sur la situation économique et patrimoniale du Saint-Siège ainsi que sur ses recettes et ses dépenses. Elle en présente les comptes consolidés pour l'année écoulée et en prépare le budget prévisionnel pour l'année à venir.

## Organisation
Elle est dirigée par un cardinal assisté d'un secrétaire et d'un conseil composé de cardinaux.

## Présidents
- Angelo Dell'Acqua (23 septembre 1967 – 13 janvier 1968)
- Egidio Vagnozzi (13 janvier 1968 – 26 décembre 1980)
- Giuseppe Caprio (30 janvier 1981 – 22 janvier 1990)
- Edmund Casimir Szoka (28 avril 1990 – 15 octobre 1997)
- Sergio Sebastiani (3 novembre 1997 – 12 avril 2008)
- Velasio de Paolis (12 avril 2008 – 21 septembre 2011)
- Giuseppe Versaldi (21 septembre 2011 – 31 mars 2015)